# Рамос Мехия, Ильдефонсо
Ильдефонсо Раймундо Рамос Мехия-и-Росс (исп. Ildefonso Raimundo Ramos Mexía y Ross), также известный как Рамос Мехия (исп. Ramos Mejía; 2 августа 1769, Буэнос-Айрес, Губернаторство Рио-де-ла-Плата — 24 июня 1854, Буэнос-Айрес, Аргентина) — аргентинский политик и военный. Участник отражния английских вторжений 1806—1807 годов, революции 1810 года и независимости, законодатель, президент Палаты представителей, губернатор и генерал-капитан.

## Биография
Родился 2 августа 1769 года в Буэнос-Айресе, Губернаторство Рио-де-ла-Плата. Сын Грегорио Рамоса Мехии, родившегося в Севилье, и Марии Кристины Росс, принадлежащей к семье шотландского и креольского происхождения. Он был женат на своей родственнице Марии Инес Басавилбасо, дочери Хосе Рамона Басавилбасо и Марии Лоренсы Феррин.
Рамос Мехия храбро сражался во время английских вторжений (1806—1807). В знак признания его выдающихся заслуг он позже был назначен вместе со своим братом Франсиско чиновником в Верхнем Перу, куда он покинул Буэнос-Айрес в 1808 году. Два года спустя, в 1810 году, вернувшись в Буэнос-Айрес, этот герой принял участие в Майской революции, приняв участие в открытом совете 22-го числа вместе со своим братом Иларио. Во времена Директории он занимал важные военные должности, служил таким генералам, как Мануэль Бельграно и Хосе де Сан-Мартин.
После роспуска Директории и создания провинции Буэнос-Айрес он стал председателем Ассамблеи представителей и был избран губернатором провинции Палатой представителей 6 июня 1820 года, заменив Мануэля де Сарратеа, ушедшего в отставку. Одной из первых мер губернатора Рамоса Мехии было проведение консультаций с городским советом относительно обязательства правительства разрешить бывшим членам Тукуманского конгресса, находящимся в заключении, вернуться в свои дома, «оставаясь в своих домах в условиях заключения, в котором они находятся в настоящее время; или распространив это на город до завершения их дела, принимая во внимание их преклонный возраст, слабое здоровье и соображения, которых они заслуживают за достигнутую ими высокую государственную должность, что требует более честного поведения со стороны правительства». Однако его деятельность на посту губернатора была ограничена, поскольку его правление продлилось менее месяца. Он назначил совет, ограничивший власть губернатора, в состав которого вошел Хуан Хосе Пасо, и оказал финансовую помощь своему другу Мануэлю Бельграно, чья деятельность задерживалась Палатой представителей.
20 июня 1820 года он ушел в отставку с поста губернатора и генерал-капитана, вернувшись в Палату представителей, которую он снова возглавил. Член Конституционного конвента 1826 года.
Ильдефонсо Раймундо Рамос Мехия-и-Росс скончался в 1854 году в возрасте 84 лет в Буэнос-Айресе.